# Les Musiciens du Louvre

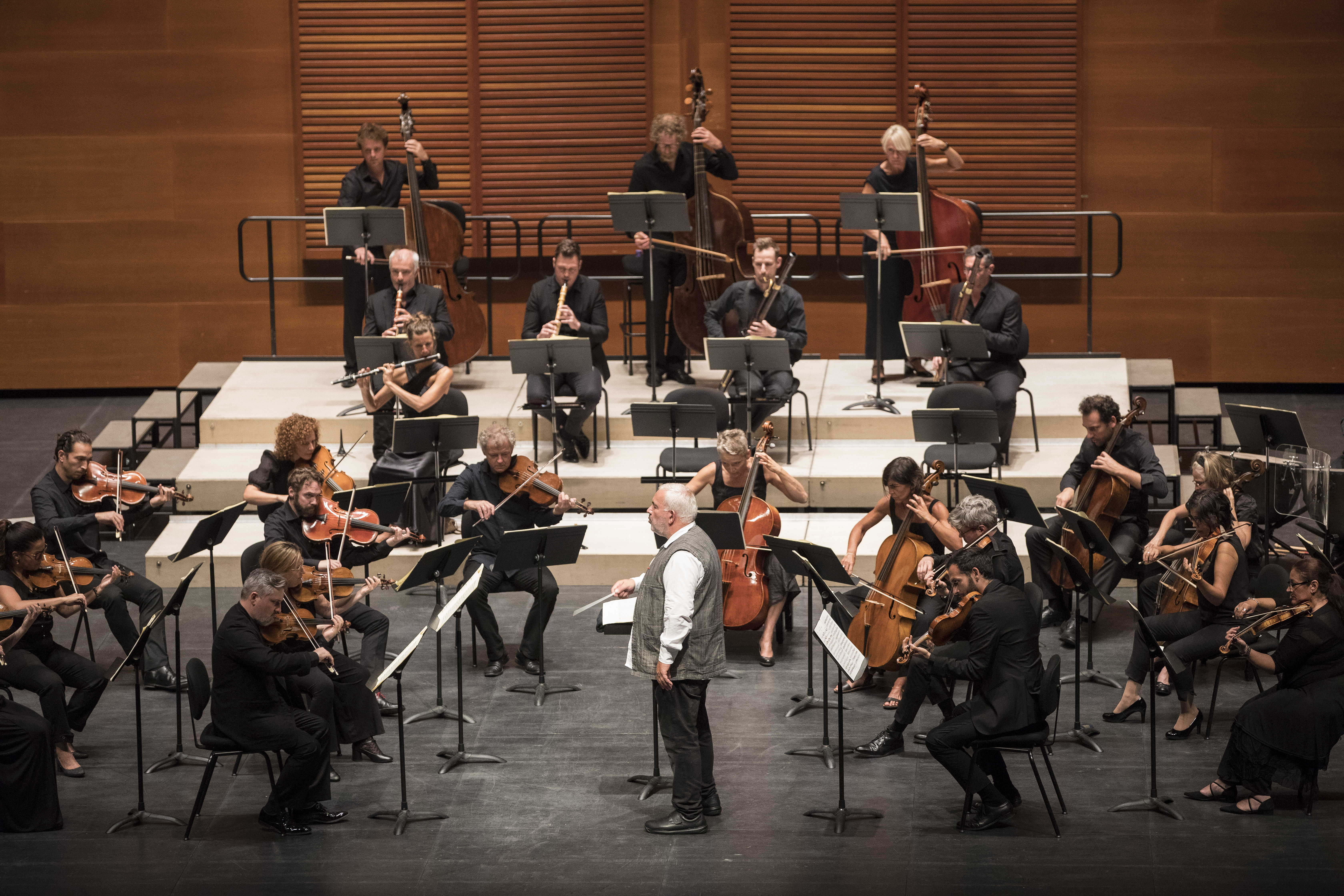
Les Musiciens du Louvre, 2020

Les Musiciens du Louvre is een Frans orkest dat is gespecialiseerd in het spelen van muziek uit de barok en het classicisme. Het orkest werd in 1982 opgericht door de toen pas twintig jaar oude dirigent Marc Minkowski. Het orkest speelt op authentieke instrumenten, uit de tijd van de componist. Het orkest had bij de oprichting Parijs als thuishaven, maar verhuisde in 1996 naar Grenoble.
Het orkest speelt Franse barokmuziek van onder andere Jean-Baptiste Lully, Jean-Philippe Rameau en Marc-Antoine Charpentier, maar ook muziek van bijvoorbeeld Henry Purcell en Wolfgang Amadeus Mozart.
Les Musiciens du Louvre treedt wereldwijd op en ook heeft het orkest vele (meer dan 40) cd-opnamen op zijn naam staan, met name bij Erato en Deutsche Grammophon.